# 31 janvier 1945
Le mercredi 31 janvier 1945 est le 31e jour de l'année 1945.

## Naissances
- Birgit Radochla, gymnaste artistique est-allemande
- Daniel Marcovitch, personnalité politique française
- Joseph Kosuth, artiste américain
- Mauri Repo (mort le 19 mai 2002), professeur d'éducation physique finlandais
- Murat Sökmenoğlu (mort le 20 juin 2014), homme politique turc
- Persi Diaconis, mathématicien américain
- Rynn Berry (mort le 9 janvier 2014), auteur américain de livres sur l'histoire du végétarisme

## Décès
- Benoît Hartmann (né le 27 janvier 1865), artiste peintre alsacien
- Eddie Slovik (né le 18 février 1920), militaire américain
- Eduard Deisenhofer (né le 27 juin 1909), militaire allemand
- Fülöp Beck (né le 23 juin 1873), sculpteur et médailleur hongrois
- François d'Humières (né le 11 avril 1922), résistant et combattant français lors de la Seconde Guerre mondiale
- Károly Pap (né le 24 septembre 1897), écrivain hongrois
- Léon-Paul Classe (né le 28 juin 1874), ecclésiastique français

## Événements
- Début de la bataille de Bataan
- les troupes soviétiques franchissent l'Oder